# 騒速
騒速（そはや）は、兵庫県加東市にある御嶽山清水寺が所有・所蔵する大刀。日本の重要文化財に指定されている。平安時代の征夷大将軍としても高名な大納言坂上田村麻呂が大悲観音の霊験によって鈴鹿山の鬼神を退治したのち、騒速とその差添の計3口を同寺に奉納したと伝えられる。文献によっては、側速、田村丸剣太刀などとも記されている。
ここでは騒速を含む「大刀 三口、附 拵金具 十箇」として記述する。

## 概要
兵庫県加東市の清水寺の寺伝では、「桓武天皇の頃、征夷大将軍坂上田村麻呂丹波路より参籠、蝦夷の逆賊高麿を討取り、鈴鹿山の鬼神退治を遂げたが、聖者大悲観音の霊験を受けその報謝として佩刀騒速、副剣の2振を奉納す」としている。古くから田村語り並びに坂上田村麻呂に登場する田村将軍の名刀「ソハヤノツルギ」の逸話が仮託されていた。
騒速及び田村麻呂に関する記述は『播磨清水寺文書』『蔭涼軒日録』『集古十種』にも所載される。
騒速と呼ばれる大刀が1口、その副剣とされる大刀が2口、付随する拵金具が10個あり、合わせて「大刀 三口、附 拵金具 十箇」として昭和56年（1981年）6月9日に重要文化財に指定された。史料から3口のうちいずれが田村麻呂の佩刀とされる騒速で、いずれが副剣とされる2口か、その内訳が不明であることから、3口の大刀をそれぞれ「一号大刀」「二号大刀」「三号大刀」と呼称している。現在まで清水寺に所蔵され、腐食が進んでいることから東京国立博物館で保管されている。
これら3口は直刀から彎刀に至る変遷過程にあり、ごくわずかに反りを伴っており、反りを持つ日本刀が出現する直前期の姿を留める伝世品として他に例がない。上古の直刀のため「大刀」と表記して反りのある太刀と区分する。

## 来歴
応永30年（1423年）に書写された刀剣書『銘尽』では、安綱の項目に「田村将軍そは矢の剣　作上手也」と記されている。
文正元年（1466年）に記された『清水寺文書』「播州清水寺衆徒等言上状案」に「田邑将軍佩刀二腰納本堂給」とあることから、15世紀頃には清水寺に田村麻呂の佩刀として関連づけられた2口の大刀が存在していた。
寛政2年（1800年）序『集古十種』では「田村丸剣太刀」として身1尺7寸6分強、身1尺7寸5分、身1尺3寸6分強の3口が記載され、附として竹の節を模した鍔金具も確認でき、竹作大刀拵であったことが確認できる。文正元年の『清水寺文書』では刀身は2口とされているが、『集古十種』では3口1具として認識されていることから、少なくとも2口は15世紀まで、3口は18世紀までその存在を遡ることができる。
鈴鹿山の鬼神退治の大刀として「播磨国賀東郡御嶽山清水寺之紀文」には次のように記録されている。
同様の記述は『播磨鑑』「加東郡之部御嶽山清水寺の条」にもみえ、清水寺の霊宝として「一 佩刀 二振 利仁将軍奉納 一 鈴鹿山鬼神退治之太刀 一振 田村将軍奉納 三刀之銘 側速 佩刀 副剣」が挙げられている。
『清水寺文書』や『集古十種』と異なる点として『播磨鑑』では1口について田村麻呂が鈴鹿山の鬼神退治に用いたとし、2口については鎮守府将軍・藤原利仁が奉納したものとしていることから、田村語り並びに坂上田村麻呂伝説で坂上田村丸利仁が鈴鹿山の大嶽丸退治などに使用したソハヤノツルギの逸話が仮託されていたことが解る。また漢字表記は異なるものの1口は騒速と同音の「そはや」として伝わっている。
播磨の愛刀家・小山金波が清水寺のお堂に飾られていた大刀の重要性を指摘した。その後、小野光敬によって錆に覆われた大刀が慎重に研磨され、地元播磨の前田幸作により保管用の鞘が仕立てられた。

## 構成
いずれも平安期の作。いずれが騒速か判明していないため一号大刀、二号大刀、三号大刀と呼称されている。
一号大刀（切刃造）
9世紀、全長64.1cm、刃長52.4cm、反り0.4cm。
二号大刀（鋒両刃造）
9世紀、全長66.4cm、刃長52.4cm、反り0.3cm。
三号大刀（鋒両刃造）
9世紀、全長57.7cm、刃長48.5cm、反り0.3cm。
通常の大刀に比べて寸法がやや短いものの、いずれも鎬筋がやや中央により、特色として浅い反りがある。鍛えは板目肌流れ、刃文は2号大刀が刃を焼き、1号大刀と3号大刀は刃文がない。拵の金具は金銅製の竹の節のような形で、鎺の中央が刻まれていることから唐鐔風の鐔が付属していた可能性がある。奈良時代末期から平安時代中期にかけて直刀から彎刀へと変遷する過程のものとして極めて資料的価値が高い。坂上田村麻呂の大刀と伝え、『集古十種』にも所載されている。

### 原典
1. ↑  『集古十種 刀剣之部』播磨國清水寺蔵田村丸 劍太刀圖三